# Kloster Himmelpfort
Das Kloster Himmelpfort (lateinisch coeli porta) war ein Kloster für Mönche des Zisterzienserordens in der Uckermark. Die Konventsgebäude befanden sich in Himmelpfort, heute ein Ortsteil der Stadt Fürstenberg/Havel, zwischen Stolpsee und Haussee. Die Klosterkirche, ein Brauhaus genanntes Wirtschaftsgebäude und die Klostermauer sind als Ruinen teilweise erhalten und als Baudenkmale geschützt.
Das Kloster wurde 1299 durch Markgraf Albrecht III. von Brandenburg gestiftet und durch das Kloster Lehnin als Tochterkloster aufgebaut. Die Etablierung des Konvents erfolgte nicht vor 1308. Das Kloster Himmelpfort lag in einer wenig ertragreichen Heidelandschaft im Grenzgebiet zwischen der Mark Brandenburg und Mecklenburg. Diese Ausgangslage sowie Kriege, Raubüberfälle und wechselnde Landeszugehörigkeiten führten dazu, dass das Kloster trotz seiner umfangreichen Erstausstattung nie die Bedeutung der Klöster Lehnin oder Zinna erlangte. 1541 wurde das Kloster säkularisiert und der Klosterbesitz zuerst verpfändet, später als Teil der Herrschaft Badingen und Himmelpfort als Erblehen vergeben. 1721 fiel die Herrschaft als erledigtes Lehen an den Kurfürsten von Brandenburg zurück und wurde fortan als landesherrliches Amt Badingen verwaltet. 1821 wurde das Amt Badingen mit dem landesherrlichen Amt Zehdenick vereinigt und 1872 im Zuge der neuen preußischen Kreisordnung aufgelöst.

## Geschichte

### Vorgeschichte
Das Kloster wurde vom askanischen Markgrafen Albrecht III. († 4. Dezember 1300), einem Urenkel von Albrecht dem Bären, dem Gründer der Mark Brandenburg, im Jahr 1299 gestiftet. Coeli porta, die Pforte des Himmels war das letzte Kloster, das von den Askaniern ins Leben gerufen wurde und das dritte Tochterkloster (Filiation) des Klosters Lehnin.
Albrecht III. war zunächst Mitregent seines Cousins Otto IV., ab 1284 verließ er die gemeinsame Regierung und zog sich in seinen Teil der Mark Brandenburg zurück, das Land Stargard und das Land Lychen. Die ursprüngliche Intention Albrechts III. war sicher die Errichtung eines Hausklosters als Grablege für seine Familie in seinem Landesteil. Nach dem Tod seiner beiden Söhne war diese Grundlage zwar hinfällig geworden, jedoch verfolgte er dieses Ziel weiter, auch unter dem Eindruck des Todes seines Bruders im Jahr 1298. In der Literatur wird diese Klostergründung häufig als eine Art Grenzsicherung oder Grenzschutz gegenüber Mecklenburg dargestellt. Bezogen auf seinen Herrschaftsbereich lagen Ort und Gebiet des neuen Klosters jedoch am südlichen Rand seines Herrschaftsgebietes. Ein weiterer Grund für die Ortswahl  des neuen Klosters mag sicher der fast schon legendäre kolonisatorische Ruf der Zisterzienser gewesen sein. Das Land Lychen war zum großen Teil dicht bewaldet („die Heide nördlich Lychen“) und dünn besiedelt. Albrecht III. mag sich durch die Ansiedlung eines Zisterzienserklosters eine bessere Erschließung des Landes Lychen erhofft haben. Das Land Stargard hatte mit dem schon vor 1283 gegründeten Kloster Wanzka schon quasi sein eigenes Hauskloster.

### Erstausstattung
Die Erstausstattung des Klosters Himmelpfort durch den Markgrafen Albrecht III. war z. B. im Vergleich zur Erstausstattung des Klosters Lehnin mit sechs Dörfern, 100 weiteren Hufen Landes, zehn Mühlen, mehreren Jahreshebungen und der erheblichen Zahl von 39 namentlich genannten Seen sowie großen Wald- und Heidegebieten sehr großzügig. Noch vor dem Bau, der nicht vor 1308 begonnen worden sein kann, kamen weitere Käufe hinzu, die die materielle und wirtschaftliche Basis des zu errichtenden Klosters weiter verbesserten. Vermutlich war ursprünglich eine andere Lokalität als Standort für das Kloster vorgesehen, denn das Dorf Stolp, in dessen Nähe oder auf dessen Gemarkung das Kloster Himmelpfort tatsächlich errichtet wurde, wurde vom Kloster Lehnin als Mutterkloster für das Kloster Himmelpfort erst 1307 erworben. Erst danach kann auch der Bau des Klosters erfolgt sein. Außerdem fungieren 1308 beim Kauf der vier Dörfer Bredereiche, Rudow, Stolp und Tangersdorf noch der Abt und Konvent von Lehnin im Namen des zu errichtenden Kloster Himmelpfort als Käufer. Erst 1309 werden erstmals Abt und Konvent von Himmelpfort genannt, das heißt zu dieser Zeit war bereits ein Teil der Mönche von Lehnin nach Himmelpfort übergesiedelt.
Dem Kloster Himmelpfort gelangen im weiteren Verlauf der Geschichte nicht die große Zahl an Erwerbungen, wie dies Kloster Lehnin in seiner etwas über 350-jährigen Geschichte erreichte. Auch fielen eine ganze Reihe von Klosterdörfern in der Mitte des 14. Jahrhunderts wüst, und dem Kloster gelang es meist nicht, sie wieder zu besiedeln. So bewaldete sich ein großer Teil des Klosterlandes wieder (unter anderem in der Himmelpforter Heide) und die neu entstandenen Heiden und Wälder warfen sicher nicht mehr die Erträge ab, wie dies die Dörfer vor der Wüstung taten.
Nach der Stiftungsurkunde gehörten zur Erstausstattung im Land Lychen (in terra nostra Lychen) sechs Dörfer:
- das Dorf Kastaven mit sämtlicher Zugehörde (Carstauel cum suis pertinentiis)
- das Dorf Altthymen (Magnam Thymen)
- das Dorf Neuthymen (Paruam Thymen; oder ein wüst gefallenes Dorf nordöstlich Altthymen)
- ein Wald namens Stolpenbrück (siluam, que Stolpenbruk dicitur; vermutlich das Gebiet zwischen Stolpsee, Sidowsee und Haussee, westlich der Woblitz)
- eine Heide und ein Wald, die sich vom Kastavensee bis zur Stadt Fürstenberg/Havel erstreckten (?) (mericam et siluam, que protenditur a metis campi Carstauel usque Furstenbergk; vermutlich das Gebiet, das sich nördlich der Havel und östlich der Stadt Fürstenberg bis etwa Sidowsee und Kastavensee, im Norden bis zur Feldmark Neuthymen und im Westen bis zur Feldmark des Dorfes Garlin erstreckte)
- das Dorf Garlin (uillam Garlin cum merica et distinctionibus suis; im 14. Jahrhundert wüst gefallen, heute Forst Sprenkelheide der Stadt Fürstenberg/Havel)
- das Dorf Linow (uillam Lyniczere cum suis pertinentiis; im 14. Jahrhundert wüst gefallen am Linowsee)
- das Dorf Brüsenwalde (uillam Brusenwalde cum suis pertinentiis; im 14. Jahrhundert wüst gefallen, später wieder besiedelt)
- 100 Hufen in den Dörfern Neddemin, Warbende und Flatow im Lande Stargard (centum mansos in terra nostra Stargardensi, quos filio nostro charissimo domino Henrico Magnopolensi in uillis uidelicet Nedemin, Werben, Wlotouu commisimus demonstrandos)

Weiter verzeichnet die Stiftungsurkunde insgesamt 39 namentlich genannte Seen, in und auf denen das Kloster die ausschließlichen Nutzungsrechte hatte (mit nur wenigen Ausnahmen). Sie können nicht mehr alle identifiziert werden oder die Zuordnung der Nennungen zu heutigen Seen ist umstritten. Weiter gehörten zur Stiftung auch alle nicht namentlich genannten Gewässer im Land Lychen.
- Platkowsee (stagnum Platekouu)
- Zenssee (stagnum Santis)
- Oberpfuhl (stagnum Vlake Zuzen)
- Stadtsee (stagnum Tiepe Zuzen)
- Lehstsee (stagnum Lest)
- Wurllsee (stagnum Tiepe Worll)
- Nesselpfuhl (stagnum Vlake Worll)
- Großer Lychensee (stagnum Grote Lychen)
- Kleiner Lychensee (stagnum Lutke Lychen)
- Mellensee (stagnum Grote Melne)
- Kleiner Mellensee (stagnum Lutke Melne; verlandet, in südlicher Fortsetzung des Großen Mellensees befindet sich noch ein Tümpel)
- Woblitz (stagnum Wublitz; entweder ist hier die Bezeichnung stagnum falsch und ist die Woblitz, Fluss von Lychen in die Havel gemeint, oder nach anderen Autoren der Haussee)
- Piansee (stagnum Pyan)
- Haussee (stagnum Blokenthien; nach Brandenburgischem Klosterbuch)
- Moderfitzsee (stagnum Westwitz)
- Sidowsee (stagnum Sidouu)
- Stolpsee (stagnum Stolp)
- stagnum Mörseken (= „Moorseechen“, Moddersee? oder verlandet)
- stagnum Sicheluuist (verlandet oder trockengelegt, zwischen Fürstenberg/Havel und Stolpsee; vgl. den dortigen Siggelwiesenbach, der Abschnitt der Havel zwischen Schwedtsee und Stolpsee heißt auch Siggelhavel[2])
- Schwettsee (stagnum Zwett)
- Baalensee (stagnum Balam)
- Röblinsee (stagnum Röbelin)
- Thymensee (stagnum Thymen apud uillam Garlin)
- stagnum Klysteuuitz (unbekannt; vielleicht Paulsee oder Möwensee nördlich Fürstenberg/Havel)
- Großer Schwaberowsee (stagnum Grote Zwagerou)
- Schulzensee (stagnum inter Thymen et Zwagerow)
- Dabelowsee (stagnum Dobelouu)
- Brückenthiensee (stagnum Brenghentin)
- Großer Köllnsee (stagnum Grote Kelle)
- Kleiner Köllnsee (stagnum Lutke Kelle)
- Großer Kastavensee (stagnum Grote Karstauell)
- Kleiner Kastavensee (stagnum Lutke Karstauel)
- Krummensee (stagnum Crummese)
- Linowsee (stagnum Lynyczere)
- Großer Kronsee (stagnum Grote Crun)
- Kleiner Kronsee (stagnum Lutke Crun)
- Stiepensee (stagnum Stipense)
- Rednitzsee (stagnum Rekenitz)
- stagnum situatum in campo Lybbewe (unbekannt, eventuell Schulzensee nördlich von Lychen)

Insgesamt werden in der Stiftungsurkunde neun (oder zehn oder mehr) Mühlen genannt, die dem Kloster geschenkt worden oder von denen das neue Kloster Abgaben bekam:
- die Mühle bei Neubrandenburg, mit vier Rädern
- die Mühle bei Nedemin
- die Mühle(n) bei Brüsenwalde (item molendina apud uilla Brusenuualde; molendina = im Plural, daher sehr wahrscheinlich zwei [oder mehr] Mühlen)
- die Mühle bei Parva Thymen
- die halbe Mühle bei Stolp
- die Mühle in Lychen und
- die Mühle vor der Stadt Lychen
- die Mühle bei Küstrin (heute Küstriner Mühle westlich von Küstrinchen am Küstriner Bach)
- von der Mühle in Fürstenberg: Zins über 30 Schilling Neubrandenburgische Pfennig

Außerdem sollten sämtliche Mühlen, die in Zukunft an einem der vergabten Gewässer errichtet werden, dem Kloster Himmelpfort gehören.
Weitere Abgaben, die an das Kloster Himmelpfort jährlich entrichtet werden mussten, waren:
- 20 Schilling von der Stadt Lychen, die der Advokat Henricus Crouvel einzuziehen hatte.
- 3 Schilling Zins für eine Tongrube am Tiefen Wurll (= Wurlsee)
- 2 Schilling für eine Insel oder Werder beim Lehstsee
- 15 Schilling Zins von fünf Hufen in Lychen

Noch im Dezember 1299 genehmigte Bischof Volrad von Brandenburg die Schenkung, denn das neue Kloster lag in seinem Bistum und benötigte seine Zustimmung. 1300 bestätigte Albrecht III. die Stiftung (in verkürzter Form) in einer weiteren Urkunde, ausgestellt in Soldin und befreite das Kloster von allen weltlichen Lasten. (Mit-)Markgraf Hermann gab noch im selben Jahr seine Zustimmung zur Stiftung. Kurz darauf verstarb Albrecht III. Ende November/Anfang Dezember 1300. Erbe der Gebiete in der Mark Brandenburg war sein Neffe Hermann aus der ottonischen Linie der Askanier. Die beiden Söhne des Albrecht waren bereits vor der Klosterstiftung verstorben. Die Tochter Beatrix war seit 1292 mit dem mecklenburgischen Fürsten Heinrich II., genannt der Löwe (nicht zu verwechseln mit dem sächsischen Herrscher Heinrich dem Löwen) verheiratet. Sie hatte das Land Stargard wahrscheinlich als Wittum erhalten. Vermutlich existierte auch noch ein Kaufvertrag zwischen Albrecht und Heinrich über das Land Stargard und auch das Land Lychen, denn beide Gebiete sind später lehnsweise in seinem Besitz. In einer späteren Urkunde wurde festgestellt, dass Heinrich II. den Kaufpreis von 3000 Mark Silber noch nicht bezahlt hatte. Hermann wollte diesen Kauf und die erneute Belehnung des Heinrich zunächst nicht akzeptieren, lenkte jedoch 1304 mit dem Vertrag von Vietmannsdorf (auch Wittmannsdorfer Vertrag genannt) ein und belehnte Heinrich erneut mit dem Land Stargard. Nach dem Inhalt dieses Vertrages war mit dem Land Stargard auch das Land Lychen und damit auch das Gebiet des zukünftigen Klosters Himmelpfort mit inbegriffen.
Der deutsche König Albrecht I. bestätigte 1301 die Schenkungen des brandenburgischen Markgrafen. Die Bestätigung des Klosters durch den Papst ließ dagegen lange auf sich warten. Erst Papst Benedikt XII. bestätigte die Stiftung 1336.

### Erste Schenkungen (vor dem Bau des Klosters)
Heinrich II. 1304 schenkte dem Kloster den Hof zu Thymen mit allen Rechten und Zubehör. Er befreite den neuen Besitz des Klosters von allen landesherrlichen Belastungen. 1305 bestätigte Heinrich II. die Schenkung und die Stiftung Albrechts und vereignete dem Kloster Himmelpfort die bereits von Albrecht dem III. zugesagten 100 Hufen Landes im Lande Stargard. Darunter ist das Dorf Neddemin mit Zubehör und der Mühle am Fluss Tollense (aquam Tholosa) sowie die Fischereirechte in der Tollense bis zur Stadt Altentreptow (Trebethouue). Weiter schenkte er dem Kloster das Dorf Warbende (Werben) mit allem Zubehör und die Abgaben von einem Hof mit 10 Hufen im Dorf Flatow, den Wilhelm Soneken der Ältere, Ritter, vom Schenkenden zu Lehen hatte.
Redekin von Redern verkaufte 1307 die Dörfer Bredereiche, Rudow/Regow, Stolp und Tangersdorf für 900 Mark Silber (nongentis marcis argenti Brandenburgensis) und verkauften die Markgrafen Waldemar und Otto IV. („der mit dem Pfeil“) ihre Rechte als Lehnsherrn des v. Redern in den genannten Dörfern für 300 Mark Silber (trecentis marcis argenti Brandenburgensis) an Abt und Konvent des Klosters Lehnin zum Bau des Klosters Himmelpfort. Außerdem verkauften sie noch Rechte auf 5 Wispel Roggen aus der Mühle zwischen Bredereiche und Redelendorph (Regelsdorf, heute der westlich der Havel gelegene Teil der Gemarkung Bredereiche) sowie die Hälfte der Mühle zu Stolp und einen halben Wispel Roggen aus der Mühle zu Scherpingsdorp (eingegangene Mühle, wahrscheinlich am Fließ zwischen Großem Baberowsee und Küstrinsee gelegen). Die Scherpingsmühle war außerdem Zollstation, das heißt war die Südgrenze des Landes Lychen. Weiter verkauften sie dem Kloster den stagnum Crampiz (wahrscheinlich Großer Kramssee) und sechs kleinere Seen ohne Namen in der Umgebung des Großen Kramssee. 1337 inkorporierte der Brandenburger Bischof Ludwig die Pfarrei Bredereiche in das Kloster Himmelpfort.

### Schenkungen nach der Etablierung des Konvents
Im Jahre 1309 verkaufte Markgraf Waldemar, auch als Vormund von Johann V. die Mühle zwischen Bredereiche und Regelsdorf, an der das Kloster bereits einen Zins besaß, mit allen Rechten um 30 Mark Silber Brandenburgischen Gewichts an das Kloster Himmelpfort, und befreite sie von allen herrschaftlichen Belastungen. Für die Bauern von Zootzen, Regelsdorf, Qualzow und Blumenow bestand Mahlzwang in dieser Mühle. Im selben Jahr verkaufte Heinrich II. dem Kloster das Dorf Rutenberg und ein Talent aus der Himmelreichsmühle (Lage nicht bekannt) um 100 Mark Silber Brandenburgischen Gewichts. 1317 schenkte der brandenburgische Markgraf Waldemar dem Kloster die Dörfer Regelsdorf und Zootzen, den Kalkofen sowie 4 Hufen Land im Dorf Storkow (heute ein Ortsteil der Stadt Templin). Außerdem befreite er das Kloster von den Zöllen auf Salz und Mühlsteinen. 1318 überschrieb Markgraf Waldemar dem Kloster das Dorf Sommerfeld als Ausgleich für die im letzten Krieg (gegen Heinrich II.) in den Klosterdörfern erlittenen Schäden. 1335 verkaufte der brandenburgische Markgraf Ludwig dem Kloster Himmelpfort für 110 Mark Brandenburgisches Silber das Dorf Storkow mit der Bede, die Wiesen im Sumpf (graminibus in palude), genannt die Löwenbrücke (Louuenbruck) und den Krempsee (stagnum Krempi; zwischen Storkow und Baßdorf). 1330 verkaufte Dietrich von Kerkow dem Kloster den Platkowsee für 17 Pfund Brandenburgische Pfennig und 22 Mark Brandenburgischen Silbers. Sein Lehnsherr Markgraf Ludwig gab seine Zustimmung dazu.
Otto und Henning Kratz und Otto von Ellingen bezeugten 1336, dass Mathilde, die Schwester ihrer Mutter und Witwe des Ritters Ludolf von Nauen, und ihre beiden Söhne Ludolf und Niklas dem Kloster Himmelpfort das Obergericht des Dorfes Storkow und die Hälfte des dortigen Fließ um 17 Mark Silbers verkauft haben. 1342 übertrug Ludwig Schenk von Neindorf, Bischof von Brandenburg die Erhebung des Bischofszehnten in den Dörfern Storkow, Rudow, Tangersdorf, Regelsdorf, Zootzen, Sommerfeld, Brüsenwalde, Rutenberg, Linow, Karstaven, Kleinthymen und Garlin an das Kloster. Stolp und (Alt-)Thymen waren zu Klosterhöfen umgewandelt worden. 1381 war die Hälfte des Ortes Regelsdorf vermutlich wiederkaufsweise an Ulrich von Dewitz und Henning Nienkerken verkauft worden.

### Der Besitz in Krumbeck
Anno 1313 schenkte Albert von Heidebracke seinen Hof mit 17 Hufen im Dorf Krumbeck (heute ein Ortsteil der Gemeinde Feldberger Seenlandschaft), und einer Hälfte des Dorfes Krumbeck dem Kloster Himmelpfort. 1319 übertrug Albert auch die andere Hälfte des Dorfes Krumbeck mit dem Ober- und Untergericht, mit dem Patronat, dem Schulzengericht, den Diensten von fünf Hufen, sowie einen kleinen See in der Nähe und zwei Inseln. Als Lehnsherr des Albert erteilte Heinrich II. dazu seine Zustimmung. 1317 bestätigte der brandenburgische Markgraf Waldemar diese Schenkung. Dabei ist zu berücksichtigen, dass er zu diesem Zeitpunkt praktisch schon keinen Zugriff mehr auf die Länder Stargard und Lychen mehr hatte. Vermutlich wollten die Mönche von Himmelpfort einfach auf Nummer sicher gehen, und auch für den Fall eines erneuten Besitzwechsels urkundlich abgesichert zu sein. Er übertrug die Dörfer Krumbeck und Rutenberg an das Kloster. Außerdem bestätigte er den Besitz der Gensemühle (nach dem Besitzer Conradi cum Auca genannt) sowie die Abgabe von 6½ Wispel Getreide aus der Mühle in Fürstenberg/Havel. Heinrich, der Bischof von Havelberg bestätigte 1319 die Übertragung des Patronats der Kirche in Krumbeck an das Kloster 1352 verkaufte Arnold Vizten dem Kloster 35 Schilling Zins aus dem Dorf Krumbeck. 1403 belehnte das Kloster Himmelpfort den Wedigo Platen mit vier wüsten Hufen und vier Tagdiensten im Dorf Krumbeck. 1456 verkaufte Busso von Dornen dem Kloster das Obergericht im Dorf Krumbeck.

### Die Stadt Fürstenberg und das Kloster Himmelpfort
Rat und Bürgerschaft der Stadt Fürstenberg/Havel schlossen 1318 einen Vertrag mit dem Kloster, dass sie die dem Kloster gehörige Heide zwischen der Feldmark Garlin und der Havel urbar machen durften. Das Kloster erhielt dafür 30 Schilling Brandenburgische Pfennig jährlichen Zins, außerdem zu Weihnachten ein Talent und zur Fastenzeit 10 Schilling. Das Kloster behielt sich aber die Lehenshoheit und das Obergericht vor.
Im Jahr 1358 verkaufte das Kloster die Feldmark Garlin an den Grafen Otto von Fürstenberg, jedoch nur lehensweise. Von einem Dorf ist nicht mehr die Rede, das heißt Garlin war bereits einige Zeit vor 1358 mit großer Wahrscheinlichkeit wüst gefallen. Dem Kloster war es anscheinend nicht gelungen, das Dorf wieder zu besiedeln.

### Die Stadt Lychen und das Kloster Himmelpfort
Die Schenkung der Mühlen vor und in der Stadt Lychen sowie der Fischerei in den Seen um die Stadt Lychen an das Kloster gab Anlass zu viel Streit zwischen der Stadt Lychen und dem Kloster Himmelpfort, den Heinrich II. 1315 vergleichen musste.  1331 schlossen die Stadt Lychen und das Kloster Himmelpfort einen Vertrag über die Einzelheiten zu den Fischereigerechtigkeiten und den Zinsen der Schreibermühle und der Küstrinchener Mühle. 1414 musste Herzog Johann von Mecklenburg wiederum zwischen Stadt Lychen und dem Kloster Himmelpfort vermitteln.
Das Kloster Himmelpfort verglich sich 1320 wegen verschiedener Streitpunkte mit der Stadt Lychen; das Kloster überließ der Stadt drei Seen (Stadtsee, Lehstsee und Kleiner Kronsee) zu Lehen gegen 1 Pfund Wachs (cere). 1394 wurde das Kloster von Templiner Bürgern beraubt.
Herzog Johann von Mecklenburg-Stargard schenkte 1416 dem Kloster Himmelpfort die Walkmühle auf dem Stadtgraben zu Lychen bei dem Fürstenbergischen Tor, die bereits sein Vater hatte erbauen lassen. Dafür sollte das Kloster das Gedächtnis seiner Vorfahren feiern.

### Weitere Streitigkeiten
Die Mahlendorfer Bauern zerstörten 1330 die dem Kloster gehörige Scherpingsmühle. Der Ortsherr von Mahlendorf, Tydeke von Kerkow, verpflichtete die Bauern auf „ewig“ den Scherpingsdamm bis zum Scherpingswerder und zur Brüsenwalder Mühle zu unterhalten sowie den Brüsenwalder Damm, bis die Scherpingsmühle wieder aufgebaut war.
Ebenfalls im Jahr 1337 verglichen sich der Johanniter-Komtur Hermann von Wartberg zu Nemerow und der Johanniter-Komtur Heinrich von Wesenberg zu Gardow mit dem Kloster Himmelpfort über mehrere Seen (Großer Köllnsee, Kleiner Köllnsee, Kleiner Kastavensee und dem Krummensee) und traten sie dem Kloster ab.

### Altarstiftung des Mecklenburger Herzogs Johann in der Klosterkirche und der Besitz in Podewall
Herzog Johann von Mecklenburg-Stargard stiftete 1358 einen Altar in der Kirche des Klosters Himmelpfort zum Seelenheil seiner verstorbenen Gemahlin Rixe und seiner Erben. Er gab dazu 12 Hufen im Dorf Podewall (Pudwall) mit allen Abgaben und Rechten. 1380 verkaufte der Konvent des Klosters Broda an das Kloster Himmelpfort sieben Hufen, einen Hof, eine Windmühle und eine Wassermühle im Dorf Podewall, in dem das Kloster schon einigen Besitz hatte, um 150 Mark Vinkenauge.

### Besitzungen in Mecklenburg (Warbende, Flatow und Cammin)
Engelke Warburg, Ritter und sein Bruder Albrecht, Knecht, mussten 1370 im Dorf Flatow 2 Hufen Land dem Kloster Himmelpfort verkaufen. Herzog Johann von Mecklenburg als Lehensherr der beiden Brüder Warburg gab zu diesen Verkauf seine Zustimmung. Die Warburg liehen sich auch mehrmals Geld vom Kloster. 1419 erfolgte durch Hasso Warburg der Verkauf von 6 Schilling Pacht auf einem Hof in Warbende an das Kloster. 1424 verkauften Engelke und Albrecht Warburg, Vater und Sohn dem Kloster 1 Hufe Land in Warbende um 60 Mark Vinkenauge. 1430 musste auch Lippolt von Beeren, wohnhaft in Röddelin einen Hof mit 2 Hufen und mehrere Pächte im Dorf Warbende an das Kloster verkaufen. Nur ein Jahr später verkauften die Gebrüder Lippolt, Klaus und Bertram von Beeren 11 Mark und 5 Schilling jährliche Hebung in Warbende. Und im selben Jahr erwarb das Kloster von den Brüdern Engelke, Hans und Ekkart Warburg alle deren Gerechtigkeiten, Pächte, Renten und Dienste in den Dörfern Warbende und Flatow. 1436 verkaufte schließlich noch Klaus von Beeren, wohnhaft in Mühlenbeck mit Consens seiner Brüder an das Kloster zwei Höfe und einen Kossätenhof in Warbende. 1438 übereignete Herzog Johann von Mecklenburg als Lehensherr der Warburg das Dorf Flatow an das Kloster. Die letzten Rechte und Höfe im Dorf Flatow erwarb das Kloster 1438 von Henning Warburg für 200 Mark Vinkenauge.
Heinrich Warburg, der Sohn des Achim Warburg verkaufte dem Kloster 1408 einen Hof, genannt Meyerkreuet und einen halben See beim Dorf Cammin um 400 Mark Vinkenauge. Dazu gaben die Herzöge Johann und Ulrich von Mecklenburg als Lehenherrn des Warborg ihre Zustimmung.

### Kloster Himmelpfort kommt wieder zu Brandenburg
Nachdem Friedrich I. brandenburgischer Markgraf geworden war, bestätigte er 1421 dem Kloster Himmelpfort alle seine Rechte. Dabei gehörte es zu diesem Zeitpunkt noch zu Mecklenburg. Dies könnte Ausdruck dafür gewesen sein, dass er die verlorenen Länder Stargard und Lychen noch nicht aufgegeben hatte. Anlass für seinen Sohn Friedrich II. den Krieg mit Mecklenburg zu beginnen, war ein Streit um das Erbe der Herrschaft Werle, deren letzter Herrscher Wilhelm 1436 ohne männlichen Nachkommen gestorben war. Zwar konnte Friedrich II. letztendlich das Land Stargard nicht zurückgewinnen, aber immerhin behauptete er im Frieden zu Wittstock 1442 die Stadt Lychen und das Gebiet des Klosters Himmelpfort. Die Integrität des Landes Lychen war damit dahin, denn größere Teile, der nördliche Teil (die Lychener Heide) des Landes Lychen, verblieben ebenfalls bei Mecklenburg.

### Letzte Erwerbungen und Niedergang
Hans Holzendorf verkaufte 1409 dem Kloster eine Pacht von 45 Groschen und 1 Pfennig (8 Pfennig auf 1 Groschen gerechnet) von 71⁄2 Hufen (von acht Höfen) im Dorf Storkow für 40 Rheinische Gulden. 1430 verkaufte Henning Falkenberg dem Kloster 10 Hufen in Brusenwalde für 80 Mark Vinkenauge. 1486 veräußerte Wedige von Holzdorf dem Kloster eine Pacht von 45 Groschen, 1 Pfennig und 71⁄2 Hühnern von 71⁄2 Hufen (von acht Höfen) im Dorf Storkow für 33 Rheinische Gulden. 1492 verkaufte Hans Holzendorf dem Kloster eine Pacht von 24 Groschen von einer Beuthenheide für 10 Rheinische Gulden. Und auch Wedige v. Holzendorf verkaufte 1493 eine Pacht von 36 Groschen aus zwei Beuthenheiden um 15 Rheinische Gulden.
Anno 1441 gelang dem Kloster noch die Erwerbung von zwei Drittel der Feldmark des wüst gefallenen Dorfes Krams und zwei Dritteln der halben Havel, die die Brüder Heinrich, Curdt und Vicke die Paschedag für 120 Mark Berlinische Pfennig verkauften. 1443 konnte das Kloster auch das restliche Drittel von Krams und der halben Havel von Otto Barsdorf für 63 Mark Berlinische Pfennig erwerben. Markgraf Friedrich II. gab als Lehensherr der Paschdag und Barsdorf seine Zustimmung zum Verkauf. Im Jahr 1466 kaufte das Kloster von Hans von Dorn, wohnhaft in Krumbeck für 100 Mark oder 25 Rheinische Gulden den vierten Teil des Dorfes Canzow (Stadt Woldegk, Mecklenburg-Vorpommern), allerdings auf Wiederkauf.
In der ersten Hälfte des 15. Jahrhunderts hatte das Kloster und die Klosterdörfer unter schweren Plünderungen zu leiden, zunächst noch unter mecklenburgischer Oberhoheit durch märkische Ritter und ihre Gefolgsleute. Später unter brandenburgischer Oberhoheit kamen die Plünderer aus Mecklenburg.

### Säkularisation des Klosters und Adelsherrschaft
Das Kloster wurde in zwei Etappen aufgelöst. Zuerst ließ Kurfürst Joachim II. von Brandenburg, genannt „Hector,“ 1536 die Wertgegenstände des Klosters durch Hans von Arnim-Boitzenburg, Landvogt der Uckermark, inventarisieren und sich teilweise ausliefern. 1541 wurde das Kloster schließlich als eines der ersten in der Mark Brandenburg säkularisiert. Der Klosterbesitz wurde daraufhin durch den Kurfürsten an Hans von Arnim verpfändet und 1549/50 wieder eingelöst. Jakob Baumann war bis 1549 Mönch und Pförtner des Klosters Himmelpfort und wurde anschließend Abt des Klosters Dargun.
Ab 1551 verwaltete der Hofmarschall Adam von Trott zunächst als Amtmann die Klosterländereien. Er besaß seit 1537 die kleine Herrschaft Badingen. 1557 erhielt er die Besitzungen des ehemaligen Klosters als erbliches Lehen. Sein Besitz um Badingen und Himmelpfort wurde nun auch Herrschaft Badingen und Himmelpfort genannt. 1598 wurde das Bistum Brandenburg säkularisiert und die Herrschaft Badingen wurde auch formal ein landesherrliches Lehen.

### Im Besitz des Königs von Preußen
Am 4. August 1727 starb Friedrich Wedige von Trott. Dadurch erlosch die brandenburgische männliche Linie derer von Trott zu Solz. König Friedrich Wilhelm I. von Preußen, genannt „der Soldatenkönig,“ zog daraufhin die Herrschaft Badingen und Himmelpfort als erledigtes Lehen ein und bildete aus ihr das königliche Amt Badingen. In der Folgezeit wurden im Amtsgebiet wüst gefallene Dörfer neu besiedelt (zum Beispiel Densow, Retzow, Tangersdorf und Zootzen), Vorwerke angelegt (zum Beispiel Krams und Kastaven) und Kolonien gegründet (zum Beispiel Annenwalde). 1815 wurde das Amt Badingen aufgelöst und seine Rechte und Pflichten dem Amt Zehdenick übertragen. Letzteres wurde 1872 aufgelöst; die Amtsaufgaben wurden von den Kreisen übernommen.

## Klosterdörfer
Die folgende Tabelle enthält jene Dörfer, die sich zwischen der Stiftung des Klosters Himmelpfort 1299 und seiner Säkularisation 1541 zeitweise oder durchgehend in dessen Besitz befanden. Soweit nicht anders angegeben, handelt es sich um Vollbesitz. Andere Besitzungen des Klosters wie Gewässer, einzelne Mühlen oder besondere Rechte sind nicht Teil der Tabelle.
| Name des Dorfes | Besitz seit | Bemerkungen                                                        | Heutige Gemeinde             |
| --------------- | ----------- | ------------------------------------------------------------------ | ---------------------------- |
| Altthymen       | 1299        | –                                                                  | Fürstenberg/Havel            |
| Bredereiche     | 1307        | –                                                                  | Fürstenberg/Havel            |
| Brüsenwalde     | 1299        | –                                                                  | Boitzenburger Land           |
| Canzow          | 1476        | vorübergehender Teilbesitz als Pfand                               | Woldegk                      |
| Flatow          | 1305        | 1299 ohne Ortsbestimmung, Teilbesitz, ab 1438 Vollbesitz           | Möllenbeck (bei Neustrelitz) |
| Garlin          | 1299        | Wüstung vor 1358                                                   | Fürstenberg/Havel            |
| Himmelpfort     | 1299        | nach 1299 als Ort der Konventsgebäude angelegt                     | Fürstenberg/Havel            |
| Hof Meygreven   | 1408        | –                                                                  | Möllenbeck (bei Neustrelitz) |
| Kastaven        | 1299        | später Wüstung                                                     | Fürstenberg/Havel            |
| Krams           | 1441        | Teilbesitz, ab 1443 Vollbesitz, später Wüstung                     | Templin (vermutlich)         |
| Krumbeck        | 1313        | Teilbesitz, ab 1317 Vollbesitz                                     | Feldberger Seenlandschaft    |
| Linow           | 1299        | Wüstung nach 1342                                                  | Lychen                       |
| Neddemin        | 1305        | 1299 ohne Ortsbestimmung                                           | Neddemin                     |
| Neuthymen       | 1299        | –                                                                  | Fürstenberg/Havel            |
| Podewall        | 1358        | Teilbesitz                                                         | Trollenhagen                 |
| Regelsdorf      | 1317        | Vollbesitz, ab 1381 Teilbesitz                                     | Fürstenberg/Havel            |
| Rudow           | 1307        | Wüstung nach 1342                                                  | Lychen, Fürstenberg/Havel    |
| Rutenberg       | 1309        | Teilbesitz, ab 1317 Vollbesitz                                     | Lychen                       |
| Sommerfeld      | 1317        | Urkundenabschrift nennt fälschlicherweise 1318                     | Kremmen                      |
| Stolp           | 1307        | Wüstung vor 1342                                                   | Fürstenberg/Havel            |
| Storkow         | 1335        | –                                                                  | Templin                      |
| Tangersdorf     | 1307        | Wüstung nach 1342                                                  | Lychen                       |
| Warbende        | 1305        | 1299 ohne Ortsbestimmung, Teilbesitz, später vermutlich Vollbesitz | Möllenbeck (bei Neustrelitz) |
| Zootzen         | 1317        | –                                                                  | Fürstenberg/Havel            |

## Baugeschichte

### Klosterkirche

Die Ruine der Klosterkirche von Nordosten mit der Pfarrkirche im Ostteil (1858)

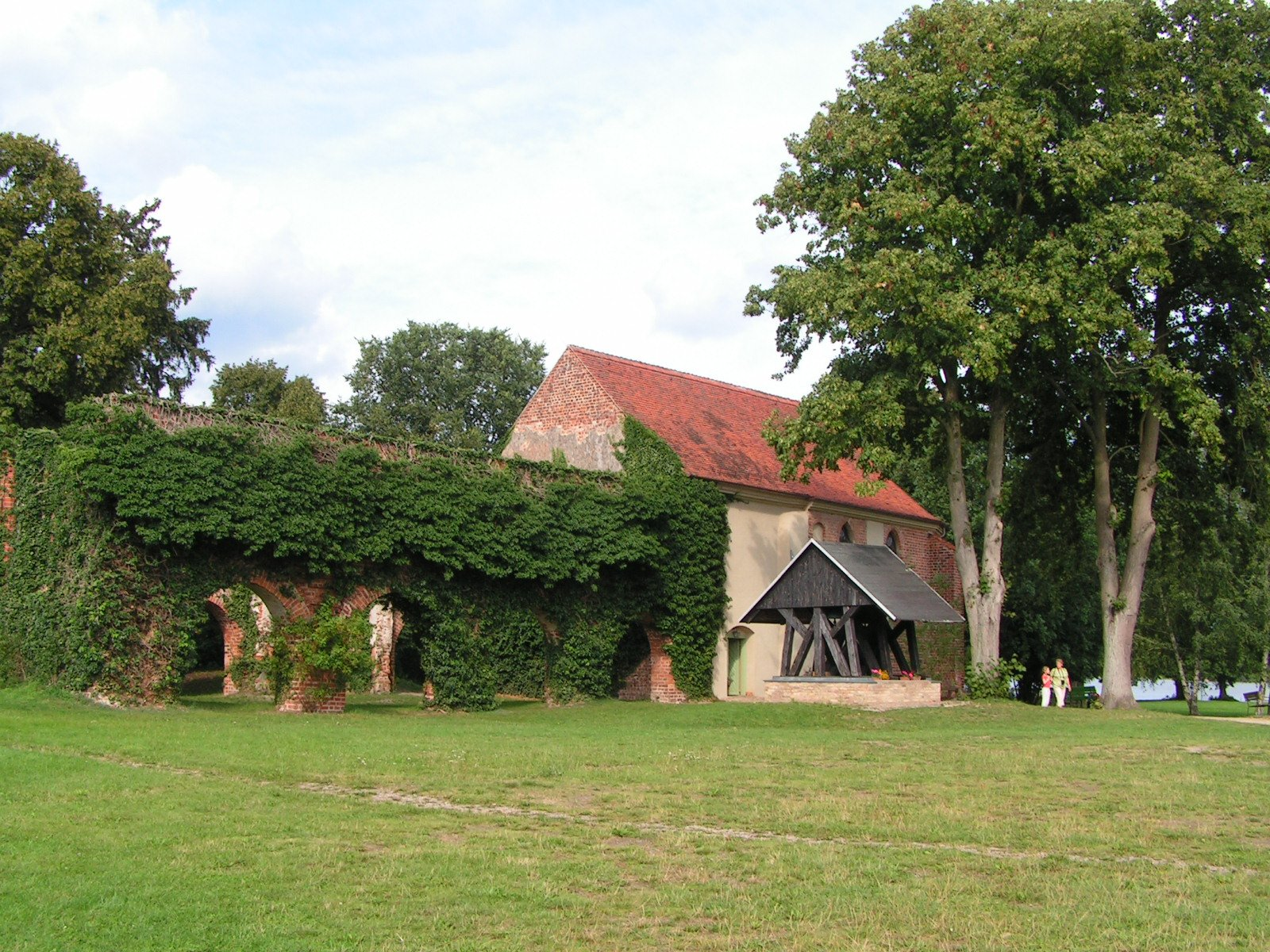
Die Ruine der Klosterkirche von Südwesten mit der Pfarrkirche im Ostteil (2007)

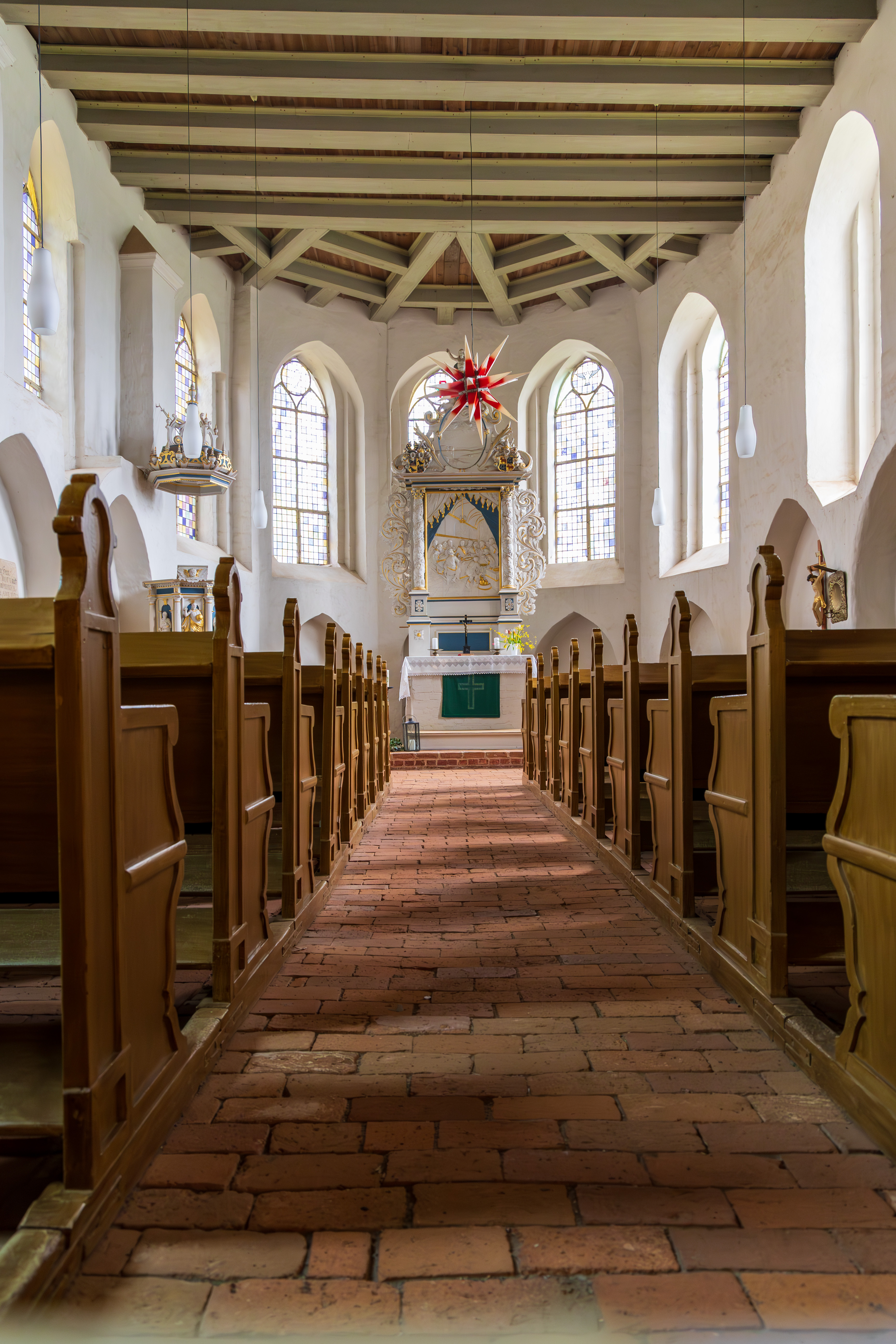
Blick in die Kirche (2024)

Die Klosterkirche Himmelpfort war die letzte Basilika, die in der Mark Brandenburg errichtet wurde. Plangrundlage war die Backsteingotik des Mutterklosters Lehnin, die mit Einschränkungen übernommen wurde. Die Himmelpforter Klosterkirche ist im Vergleich zu Paradies und Chorin, den älteren Tochterklöstern Lehnins, ein altertümelnder, karger und teilweise primitiver Kirchenbau. Die Entwicklung der märkischen Baukunst im halben Jahrhundert vor der Errichtung des Klosters Himmelpfort scheint negiert worden zu sein.

„Himmelpfort ist das seltene Beispiel eines vollkommenen Archaismus in der deutschen Architektur; im Backsteingebiet dürfte es einzigartig sein. […] Himmelpfort ist ein Bau, der in einer lebensabgewandten Zeit entstanden zu sein scheint. Man glaubt zu spüren, welche Vorstellungen seine Erbauer beherrschten. Sie mochten allein am Vergangenen Halt gesucht haben.“

Zur Baugeschichte des Klosters Himmelpfort liegen nur wenige Quellen vor. Bei der Stiftung des Klosters 1299 durch Markgraf Albrecht III. scheint der genaue Ort für die Errichtung der Konventsgebäude noch nicht festgestanden zu haben. Als Albrecht im Folgejahr starb, musste er vorläufig im Kloster Lehnin beigesetzt werden, da Himmelpfort als seine von ihm bestimmte Grablege noch nicht erbaut worden war. Um 1307 war der Bau des Klosters wahrscheinlich in der Ausführung. Im Jahr 1309 tritt erstmals der Abt von Himmelpfort selbstständig in Urkunden auf. Damit scheint die Einrichtung des Klosters abgeschlossen gewesen zu sein. Um 1317 gab es vermutlich weitere Bautätigkeiten, da dem Kloster ein Kalkofen übereignet wurde.
Die kreuzförmige Klosterkirche wurde in zwei Phasen errichtet. Das Langhaus, das Querschiff, die Sakristei und zwei mutmaßliche Kapellenanbauten gehören der ältesten Bauphase kurz nach 1300 an. Vermutlich wurde der so entstandene Bau im Osten durch eine Apsis, einen provisorischen Chor oder eine provisorische Kapelle abgeschlossen. Mitte des 14. Jahrhunderts wurde dort auf älteren Fundamenten ein fünfseitiger Chor errichtet. Die Stiftung eines Altars 1358, wahrscheinlich der Hauptaltar der Kirche, bildete vermutlich den Abschluss dieser zweiten Bauphase.
Die Klosterkirche Himmelpfort könnte durch die Bauhütte des Klosters Chorin errichtet worden sein. Das Langhaus bestand vermutlich aus einem flach gedeckten Mittelschiff und zwei gewölbten Seitenschiffen. An das Querschiff grenzten im Osten zwei mutmaßliche Kapellenanbauten nördlich und südlich des Chores. Im Süden schloss das Querschiff mit der Außenmauer des Seitenschiffs ab. Daran folgte wahrscheinlich die Sakristei, die Bestandteil des Kirchenbaus war und vermutlich den Übergang zu den sich südlich anschließenden Klausurgebäuden bildete. Lage und Form der Sakristei sind für späte märkische Zisterzienserbauten wie Himmelpfort untypisch und scheinen eine Rückbesinnung auf frühere Bauformen zu sein.
Von der Klosterkirche erhalten ist im Westteil als Ruine das Mittelschiff aus zwei Langmauern mit je vier rundbogigen Arkaden und der Westwand mit drei schmalen Fenstern ohne die oberen Abschlüsse. Es zeigt auffallend archaische Formen. Der Boden lag Grabungen aus dem Jahr 1938 zufolge ursprünglich fast 1 m tiefer; der Bau muss daher bedeutend wuchtiger gewirkt haben. Im Ostteil sind in veränderter Form und vom Westteil durch eine Mauer abgetrennt die Vierung und der Chor erhalten, in die 1663 die evangelische Pfarrkirche eingebaut wurde. Auf dem Fundament des südlichen mutmaßlichen Kapellenanbaus war vermutlich im 17. Jahrhundert ein Glockenturm errichtet worden, der Anfang des 19. Jahrhunderts einstürzte.
1858 war die Ruine des Westteils der ehemaligen Klosterkirche noch mit Stroh gedeckt und wurde als Scheune genutzt; die Arkaden waren zugemauert oder mit Toren verschlossen.

### Brauhaus

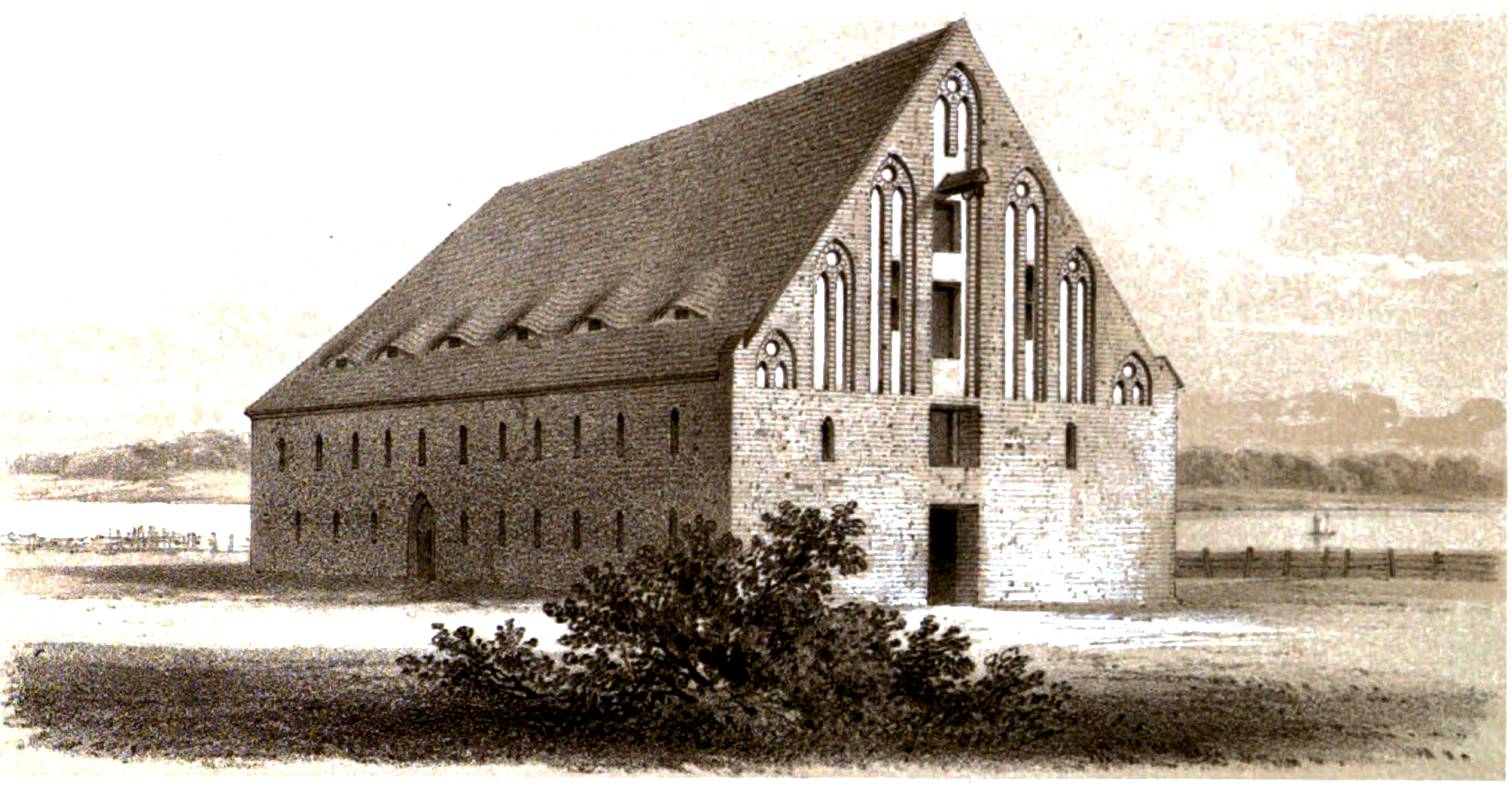
Das Brauhaus von Norden (1858)

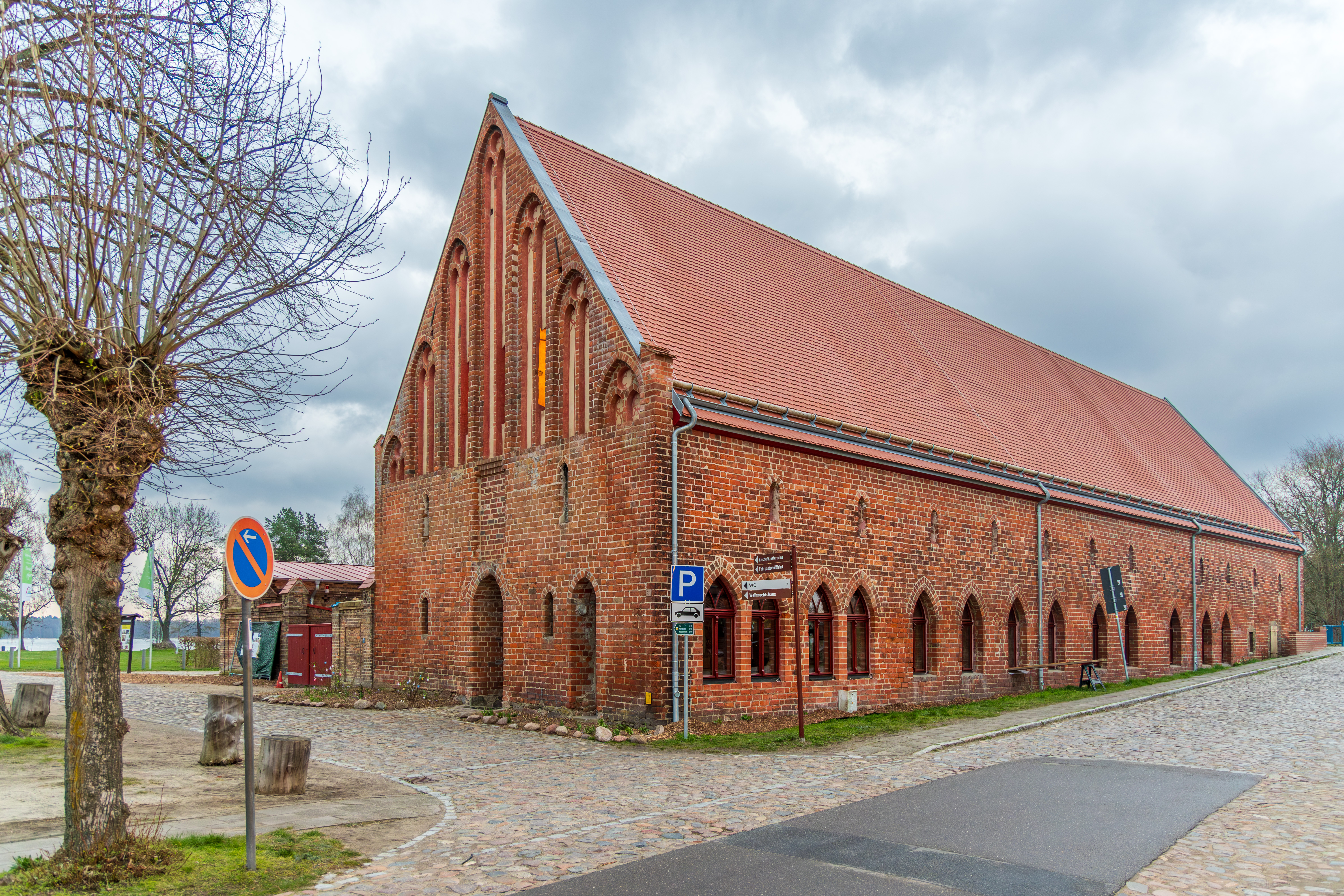
Das restaurierte Brauhaus (2024)

Das sogenannte Brauhaus (Lage) ist ein Bau des späteren 14. Jahrhunderts mit einem einfachen, gut gegliederten Blendengiebel.
Als Baumaterial wurde wie bei der Klosterkirche roter Backstein verwendet. Es ist das einzige zumindest teilweise erhaltene Wirtschaftsgebäude des Klosters. Seine genaue ursprüngliche Bestimmung ist unbekannt.
1858 wurde das Gebäude als Kornspeicher genutzt. Später diente es als Wohnhaus. 1945 stürzte der Giebel auf der Südostseite ein, als in den letzten Kriegstagen die benachbarte Brücke über den zur Schleuse Himmelpfort führenden Schleusengraben gesprengt wurde. 2010 wurde das Brauhaus durch einen durch Brandstiftung verursachten Brand bis auf die Umfassungsmauern zerstört. Im Jahre 2016 begann die Wiederherstellung des Daches, zunächst mit der Sicherung des kunstgeschichtlich bedeutenden Giebels.

### Klostermauer
Ein Restteil der westlichen ehemaligen Umfassungsmauer des Klostergeländes (Lage) ist erhalten. In seiner Länge ist dieser Teil mindestens seit dem Anfang des 19. Jahrhunderts unverändert. Der überwiegende Teil der Umfassungsmauer muss daher bereits früher abgetragen worden sein.
Die Mauerreste sind aus Granitgestein. Zwei Pfeiler aus Backstein begrenzen einen Durchlass.

## Sagen
- Ludwig Bechstein: Die Strohbrücke[80] (Sage mit Bezug zum Kloster Himmelpforten in der Uckermark.)